# Heidemann
Heidemann is een Duits historisch merk van motorfietsen.
De bedrijfsnaam was: Heidemann-Werke, KG, Karl Heidemann, Hannover-Einbeck.
In 1949 begon de fietsenfabriek Heidemann lichte motorfietsjes met 98- en 123cc-tweetakt-inbouwmotoren van Sachs te produceren. Daarmee speelde men in op de vraag naar lichte en goedkope vervoermiddelen, maar die markt was nogal vol en in 1952 werd de productie weer stilgelegd.